# TI-BASIC
TI-BASIC is de programmeertaal aanwezig op de meeste Texas Instruments-rekenmachines. De taal is gebaseerd op Basic, een eenvoudige programmeertaal en een van de eerste "moderne" programmeertalen. Het is mogelijk tekst op het scherm te zetten en via menu's onderdelen van een programma (het geheel aan opdrachten) te kiezen.
Een programma in TI-Basic bestaat eigenlijk uit een serie opdrachten waarvan een groot aantal ook direct (via het basisscherm) uitgevoerd kan worden. Het gebruik van een programma kan echter ingewikkeld rekenwerk vereenvoudigen.
TI-Basic wordt door de rekenmachine omgezet in Assemblertaal (ASM), rekenmachinetaal, om daarna uitgevoerd te worden. Het gebruik van TI-Basic is makkelijker dan het gebruik van ASM.

## Voorbeeldcode
Om een programma te maken druk je PRGM, ga naar NEW en selecteer "Create New". Om weer naar het basisscherm te gaan druk je 2ND + QUIT.
Hello World ziet er als volgt uit:
```
 
PROGRAM:
HELLOWLD

 
:
ClrHome

 
:
Disp
 
"HELLO WORLD"

```

Voor het oplossen van een vierkantsvergelijking:
```
 
PROGRAM:
VKV

 
:
ClrHome

 
:
Disp
 
"AX²+BX+C"

 
:
Prompt
 
A
,
B
,
C

 
:
B²
-4
AC
→
D

 
:
If
 
D
>
0

 
:
Then

 
:
(
-
B
+<
math
>\
sqrt
{}
 
</
math
>
(
D
))
/
(
2
A
)
→
X

 
:
(
-
B
-<
math
>\
sqrt
{}
 
</
math
>
(
D
))
/
(
2
A
)
→
Y

 
:
Disp
 
"X1="
,
X

 
:
Disp
 
"X2="
,
Y

 
:
Else

 
:
If
 
D
=
0

 
:
Then

 
:-
B
/
(
2
A
)
→
X

 
:
Disp
 
"X1=X2="
,
X

 
:
Else

 
:
Disp
 
"GEEN OPLN IN R"

 
:
End

```

### Lussen
Zo gebruik je lussen in TI-Basic:
```
 
:
8
->
A

 
:
While
 
A
>
3

 
:
Disp
 
A

 
:
A
-1
->
A

 
:
End

```

Als resultaat krijg je deze getallen onder elkaar weergegeven: 8,7,6,5,4

### Menu's
Menu's kan je ook maken met TI-Basic en vereist gebruik van Labels:
```
 
:
Menu
(
"MENUNAAM"
,
"ITEM 1"
,
I1
,
"ITEM 2"
,
I2
,
"EINDE"
,
ZZ
)

 
:
Lbl
 
ZZ

 
:
ClrHome

 
:
Stop

 
:
Lbl
 
I1

 
:
Disp
 
"HIER KAN JE DE ACTIES SCHRIJVEN DIE JE EERSTE ITEM BEVAT."

 
:
Goto
 
ZZ
 
(
Anders
 
gaat
 
het
 
programma
 
verder
 
met
 
I2
)

 
:
Lbl
 
I2

 
:
Disp
 
"HIER KAN JE DE ACTIES SCHRIJVEN DIE JE TWEEDE ITEM BEVAT."

 
:
Goto
 
ZZ

```

Na ieder deel staat er 'Goto ZZ' om te voorkomen dat er onbedoeld verdere code (van volgende delen) worden uitgevoerd.
Namen van labels kunnen maximaal 2 tekens bevatten. Ze worden ingegeven na de naam van het item zelf:
```
 
:
Menu
(
"MENU"
,
"ITEM1"
,
OO
)

```

Hierin is OO het label waarnaar je verwijst.
De bestemming kan je aangeven met de functie Lbl:
```
 
:
Menu
(
"MENU"
,
"ITEM1"
,
OO
)

 
:
Lbl
 
OO

 
:
Disp
 
"HIER KOMT DE ACTIE DIE JE WENST"

```

Vergeet ook niet dat je maximum 7 opties in een menu kan plaatsen.
Indien je er meer wenst, moet je met menu's in menu's werken:
```
 
:
Lbl
 
M1

 
:
Menu
(
"MENU1"
,
"ITEM1"
,
I1
,
"ITEM2"
,
I2
,
"ITEM3"
,
I3
,
"ITEM4"
,
I4
,
"ITEM5"
,
I5
,
"VOLGENDE"
,
M2
,
"EINDE"
,
ZZ
)

 
:
Lbl
 
M2

 
:
Menu
(
"MENU2"
,
"ITEM6"
,
I6
,
"ITEM7"
,
I7
,
"VORIGE"
,
M1
,
"EINDE"
,
ZZ
)

```

Hierna volgen uiteraard nog de codes die je wenst bij de bepaalde labels.

### Uitvoer
Als je een programma maakt, is het ook de bedoeling om een resultaat te laten zien. Daar zijn twee functies voor: Disp en Output.

#### Disp
Disp maakt een nieuwe regel vrij en zet daar een waarde op.
```
 
:
Disp
 
"TEKST"

```

Om een lege regel in te voegen kan je de volgende code gebruiken:
```
 
:
Disp
 
""

```

Als je de waarde van A wil tonen moeten de aanhalingstekens weg worden gelaten:
```
 
:
Disp
 
A

```

#### Output
Output zet een tekst op een bepaalde plaats op het scherm zonder rekening te houden of daar al iets staat of niet. Het wordt er gewoon overheen gedrukt.
```
 
:
Output
(
Y
,
X
,
"TEKST"
)

```

X en Y zijn de coördinaten waar de tekst moet beginnen. (Y: afstand tot de bovenkant; X: afstand tot de linkerkant)
Het scherm van de rekenmachine is 16 karakters breed en 8 hoog, dus de hoogst mogelijke coördinaten zijn 8,16.